# Lélio Socino
Lelio Francesco Maria Sozzini ou Lélio Socino (Latim Socinus; Siena, 29 de janeiro de 1525 - Zurique, 4 de maio de 1562) foi um humanista e reformador italiano.

## Biografia
Lélio nasceu em uma família de banqueiros e juristas em Siena. Aprendeu hebraico, latim, grego e árabe. Em 1547 saiu em viagem pela Suíça, França, Holanda e Inglaterra onde cativou amizade com reformadores como Philipp Melanchthon, Calvino e Heinrich Bullinger.
Estabelecendo-se em Zurique onde morreu em uma estalagem.
Lélio manteve uma correspondência com seu sobrinho Fausto Socino e influenciou em sua teologia.

## Teologia
Embora Lélio havia criticado Calvino pela execução de Miguel Servet e seu sobrinho Fausto desenvolvera doutrinas anti-trinitárias, suas cartas ao pastor da congregação italiana de Zurique Martinego em abril de 1554 e a Bullinger em 15 de júlio de 1555, demonstram uma teologia tanto racionalista, que entre outras coisas cria: na Trindade substancialmente, mas sem usar os termos de Niceia; que a Última Ceia foi uma mera refeição e confraternização, assim rejeitava a eucaristia como sacramento.

## Obras
Lélio deixou pouco escritos organizados, mas numerosas notas.
- De sacramentis dissertatio (1560), em quatro partes
- De resurrectione fragmentos
- De Trinitatis onde questionou a forma que a doutrina da Trindade é apresentada pelo credo de Niceia, mas não apresentou doutrinas unitárias ou arianas.
- Prólogo ao Evangelho de João